# Joodse School (Leek)
Het Joodse Schooltje is een voormalig schoolgebouw voor Joden in het Groningse dorp Leek. Vanaf 1995 functioneert het als museum en gedenkplaats.

## Joden in Leek
In 1705 wordt de eerste Joodse inwoner van Leek vermeld en in de loop van de 18e eeuw volgden er meer. In 1783 was de Joodse populatie zo gegroeid dat er een begraafplaats werd aangelegd. In 1809 waren er 61 inwoners, op het hoogtepunt in 1890 waren het er 116. Circa 25 jaar na de aanleg van de begraafplaats werd er een synagoge opgericht, die aan het begin van de 20e eeuw in een dusdanig slechte staat was, dat er in 1910 een nieuwe synagoge werd gebouwd. 

## School
Het Joodse Schooltje werd in 1855 aan de straat 'Boveneind' gebouwd. Joodse kinderen kregen er les in de Hebreeuwse taal en godsdienstonderwijs. Het gebouw deed daarvoor dienst tot aan de Tweede Wereldoorlog.

## Streekmuseum
Na de oorlog deed het schoolgebouw lang dienst als garage. In 1995 is het afgebroken en 50 meter verder, in de Samuel Leviestraat, weer opgebouwd en in oude stijl hersteld. Het doet nu dienst als streekmuseum en is een  monument ter nagedachtenis aan de Leeker Joden. Bij de restauratie zijn zes plaquettes, uitgevoerd in zwart marmer, bevestigd aan de buitengevel van de school. Hierop staan de namen van de 61 Joden die zijn weggevoerd naar kampen en omgekomen tijdens de Tweede Wereldoorlog. Het gebouw wordt beheerd door de Samuel Levie Stichting.
De 'Progressief Joodse Gemeente Noord Nederland' gebruikt het na een onderbreking van meer den zeventig jaar weer als studielocatie.